# Miedź w energooszczędnych silnikach elektrycznych
Wysoka przewodność elektryczna miedzi jest istotnym czynnikiem projektowym, który umożliwia zwiększenie sprawności energetycznej silników elektrycznych. Jej znaczenie wynika stąd, że silniki elektryczne i napędzane nimi układy są znaczącymi odbiornikami energii elektrycznej pobierającymi 43%-46% całkowitego globalnego zużycia energii i 69% całkowitej energii elektrycznej zużywanej przez przemysł.
Silniki elektryczne o niskiej sprawności powodują straty energii elektrycznej. Ponieważ większość energii elektrycznej jest przetwarzana w elektrowniach zasilanych paliwami kopalnymi, silniki elektryczne i napędzane nimi układy mają pośredni udział w emisji gazów cieplarnianych emitowanych przez te elektrownie. Istnieją zatem istotne ekonomiczne i środowiskowe powody przemawiające za upowszechnieniem stosowania silników energooszczędnych. 
Niniejszy artykuł omawia, w jaki sposób miedź wpływa na poprawę sprawności energetycznej silników. Omówiono także zalety miedzi jako materiału przewodzącego stosowanego w stojanie, a ostatnio w wirniku dzięki nowej technologii ciśnieniowego odlewania wirników z miedzi, opracowanej specjalnie dla silników o bardzo wysokiej sprawności, tzw. klasy premium. Artykuł przybliża również dziedzinę wprowadzanych na całym świecie uregulowań prawnych dotyczących oszczędnościach energii i redukcji śladu węglowego, jakie można uzyskać przez stosowanie silników energooszczędnych. Artykuł koncentruje się na silnikach indukcyjnych prądu przemiennego, ponieważ należą one do najczęściej stosowanych w napędach maszyn i urządzeń przemysłowych.

## Silniki elektryczne przekształcają energię elektryczną w energię mechaniczną
Silnik elektryczny jest urządzeniem elektromechanicznym, które wykorzystuje zjawisko magnetycznego przyciągania i odpychania w celu wytworzenia kontrolowanego ruchu obrotowego. W silniku elektrycznym energia elektryczna dostarczona ze źródła zasilania jest przekształcana na energię mechaniczną. Efekt ten uzyskuje się w ten sposób, ze zestaw elektromagnesów zamocowanych na nieruchomej części silnika (stojanie) przyciąga elektromagnesy o przeciwnej biegunowości znajdujące się na zespole wirującym, czyli wirniku. Pod wpływem prądu elektrycznego przepływającego przez uzwojenie stojana pole magnetyczne wytwarzane przez stojan wiruje w przestrzeni, powodując, że wirnik obraca się wraz z nim i w konsekwencji napędza sprzęgnięte z mim obciążenie mechaniczne. 
Dzięki zdolności przetwarzania energii elektrycznej w mechaniczną silniki elektryczne mogą napędzać szeroki zakres maszyn przemysłowych, jak i produkty wykorzystywane przez zwykłych użytkowników

## Sprawność silnika elektrycznego
Silniki elektryczne i napędzane nimi układy są urządzeniami pobierającymi ogromne ilości energii elektrycznej. Zużycie to oceniane jest na 43%-46% całkowitego globalnego zużycia energii i 69% całkowitej energii elektrycznej zużywanej przez przemysł.
Ponieważ większość energii elektrycznej jest wytwarzana w elektrowniach zasilanych paliwami kopalnymi, silniki elektryczne i napędzane nimi układy mają pośrednio znaczny udział w emisji gazów cieplarnianych z tych elektrowni. 
Silniki elektryczne nie przetwarzają 100% wejściowej energii elektrycznej na energię kinetyczną. Pewna część energii elektrycznej jest tracona w procesie przemiany na energię mechaniczną. Straty te, które przejawiają się w postaci strat elektrycznych (ciepło tracone na rezystancji uzwojeń, przewodzących prętów i pierścieni zwierających wirnika), strat w rdzeniu magnetycznym, dodatkowych strat obciążeniowych, strat mechanicznych i strat na szczotkach, zmniejszają wielkość określaną jako "sprawność energetyczna silnika". Straty elektryczne stanowią więcej niż połowę całkowitych strat w silniku.
Problem ten ma szereg aspektów. Po pierwsze, silniki o małej sprawności bezproduktywnie tracą część energii elektrycznej, zwiększając tym samym zapotrzebowanie na energię elektryczną i związane się z tym koszty energii potrzebnej do zasilania silników. Po drugie, gdy energia elektryczna jest wytwarzana w elektrowniach opalanych produktami ropopochodnymi lub węglem, rezultatem spalania paliw kopalnych jest ślad węglowy i emisja gazów cieplarnianych. Straty powodowane przez silniki o niskiej sprawności są, zatem przyczyną marnotrawienia cennych zasobów naturalnych, zwiększenia emisji gazów cieplarnianych i wyższych kosztów eksploatacji (tzn. wyższych rachunków za energię elektryczną). Po trzecie, ciepło tracone w silnikach elektrycznych o niskiej sprawności zwiększa koszt konserwacji i remontów i skraca czas życia silnika.
Z powyższych powodów niezbędna jest ocena, pod względem ekonomicznym i środowiskowym, korzyści wynikających ze stosowania silników wysokosprawnych i o bardzo wysokiej sprawności (premium) w stosunku do ich standardowych odpowiedników.

## Zwiększanie sprawności silników elektrycznych
Do czasu kryzysu energetycznego w latach 70. większość silników ogólnego zastosowania było projektowanych z myślą o uzyskaniu znamionowych parametrów wyjściowych i charakterystyk pracy przy rozsądnym koszcie. Sprawność działania miała, w najlepszym przypadku, drugorzędne znaczenie. W miarę wzrostu cen energii producenci zaczęli opracowywać udoskonalone silniki elektryczne, określane jako "wysokosprawne" i "energooszczędne".
Dobrze zaprojektowany silnik może przetwarzać ponad 90% energii wejściowej na moc użyteczną przez dziesiątki lat. Jeżeli zatem uda się zwiększyć sprawność silnika o nawet kilka punktów procentowych to oszczędności wyrażone w kilowatogodzinach, a co za tym idzie, koszty, będą ogromne. Oszacowano przykładowo, że gdyby wszystkie kraje przyjęły najlepsze standardy dotyczące sprawności energetycznej silników elektrycznych (MEPS), to do roku 2030 można by osiągnąć oszczędność energii elektrycznej 322 terawatogodzin rocznie. Takiemu zmniejszeniu zapotrzebowania na energię elektryczną odpowiada dodatkowa korzyść dla środowiska w postaci redukcji emisji CO2 o 206 milionów ton.
Całkowitą sprawność energetyczną typowego silnika przemysłowego można zwiększyć przez: 1) obniżenie strat elektrycznych w uzwojeniach stojana (np. przez zwiększenie powierzchni przekroju przewodu, poprawę techniki nawijania i stosowanie materiałów o większej przewodności elektrycznej); 2) obniżenie strat elektrycznych w uzwojeniu wirnika lub stosowanie wirników odlewanych ciśnieniowo (np. przez stosowanie materiałów o większej przewodności elektrycznej); 3) obniżenie strat magnetycznych przez stosowanie lepszej jakości materiałów magnetycznych; 4) poprawę aerodynamiki silnika w celu zmniejszenia strat wentylacyjnych 5) ulepszenie łożysk w celu zmniejszenia strat mechanicznych tarcia; oraz 6) zminimalizowanie tolerancji wykonania.
W porównaniu z silnikami standardowymi silniki o wysokiej sprawności przynoszą, oprócz oszczędności energii, jeszcze szereg innych korzyści: 1) niższe temperatury pracy ze względu na mniejszą ilość wydzielanego ciepła, a co za tym idzie mniejsza częstotliwość konserwacji i dłuższy czas eksploatacji; 2) lepsza tolerancja na zmiany napięcia i harmoniczne; 3) dłuższe czasy gwarancji producentów; oraz 4) rabaty i zachęty podatkowe stosowane w niektórych regionach przez zakłady energetyczne i władze samorządowe miast. 

## Narzędzia oceny sprawności i kosztów cyklu życia silnika
W ramach swojej inicjatywy zwiększenia sprawności silników elektrycznych Departament Energii Stanów Zjednoczonych stworzył darmowe, dostępne online narzędzie programowe wspomagające agentów dokonujących zakupu w podejmowaniu świadomych i przemyślanych decyzji kupna z uwzględnieniem całego cyklu życia omawianych silników. Oprogramowanie to pod nazwą MotorMaster+ zawiera dane 25000 różnego rodzaju silników. Pomaga ono nabywcy wybrać silnik na podstawie ceny katalogowej, sprawności silnika, analizy okresu zwrotu nakładów i zwrotu z inwestycji. Umożliwia również organizacjom badanie swoich zasobów silników, lub dowolnego silnika oddzielnie, w ramach całościowego planu remontów i wymiany. 
Po wybraniu dowolnych dwóch silników i wprowadzeniu jednostkowego kosztu energii oraz profilu eksploatacji, program przeprowadza analizę kosztów cyklu życia oraz oblicza redukcję emisji gazów cieplarnianych dla silników w klasie sprawności premium w porównaniu do standardowych silników. Można również dokonać oceny starszych eksploatowanych silników o niskiej sprawności pod względem celowości ich wymiany. Silników tych nie można przezwajać w celu uzyskania sprawności większej niż projektowa. 
Innym darmowym narzędziem jest program MotorSlide Calculator™, który pozwala 
obliczyć przybliżone roczne oszczędności dla wybranego silnika w klasie sprawności premium NEMA (Narodowe Stowarzyszenie Producentów Aparatury Elektrycznej) lub o dowolnym poziomie sprawności, w odniesieniu do modelu o niższej sprawności. 

## Silniki indukcyjne prądu przemiennego
W zależności od wymagań użytkowników, konstrukcji i kosztów produkcji, rozwinęły się różne rodzaje silników elektrycznych: silniki prądu przemiennego, w tym silniki indukcyjne, silniki prądu stałego i silniki uniwersalne. W tych kategoriach można wyróżnić wiele typów silników (dobrym wprowadzeniem w tę tematykę jest Klasyfikacja silników elektrycznych). 
Niniejszy rozdział dotyczy zastosowań miedzi w energooszczędnych silnikach indukcyjnych, ponieważ te właśnie silniki znajdują szerokie zastosowanie w napędach przemysłowych. 
Głównymi częściami silnika indukcyjnego są: nieruchomy korpus (stojan), część wirująca (wirnik) i elektromagnesy składające się z miedzianych cewek (uzwojeń) nawiniętych na rdzeniu ze stali, najczęściej z blach.
Uzwojenia stojana mogą być wykonane zarówno z miedzi, jak i z aluminium, jednak standardowym rozwiązaniem są uzwojenia z miedzi, ponieważ są bardziej giętkie i, dzięki większej przewodności elektrycznej miedzi, polepszają sprawność silnika. W standardowych silnikach indukcyjnych uzwojenie wirnika nie jest nawijane w postaci cewki, lecz jest odlewane ciśnieniowo w postaci klatki z prętów umieszczonych w stalowym rdzeniu złożonym z blach.
Standardowym materiałem w wirnikach odlewanych ciśnieniowo jest aluminium, ale nowa technologia odlewania wirników z miedzi jest coraz częściej stosowana w celu poprawy sprawności silnika. Silniki indukcyjne mogą być także wykonywane jako silniki pierścieniowe z uzwojeniem nawiniętym na wirniku zamiast klatki. W silniku pierścieniowym uzwojenie wirnika jest wykonane w postaci cewek nawiniętych drutem izolowanym.
Inne korzyści z zastosowania miedzi zamiast aluminium w silnikach prądu przemiennego to: 
- Niższy współczynnik rozszerzalności cieplnej miedzi, ponadto aluminium ma tendencję do pełzania, w przybliżeniu 33% większą od miedzi.
- Większa wytrzymałość na rozciąganie – wytrzymałość miedzi jest 300% większa niż aluminium, może zatem wytrzymywać duże siły odśrodkowe i powtarzalne obciążenia udarowe siłami pochodzącymi od dynamicznego oddziaływania prądu rozruchowego.
- Wyższa temperatura topnienia – miedź jest bardziej odporna na cykle cieple w całym okresie eksploatacji silnika.

## Przewodność elektryczna uzwojeń silnika
Prąd elektryczny przepływający przez zwykły, prosty drut wywołuje pole magnetyczne określone prawem Ampere'a, lecz pole to jest relatywnie słabe. Prąd płynący przez spiralną cewkę z izolowanego miedzianego lub aluminiowego drutu wytwarza znacznie silniejsze pole magnetyczne, które powoduje wirowanie silnika. 
W celu dalszego zwiększenia natężenia pola magnetycznego cewka może być nawinięta drutem o znacznie większej długości lub średnicy. Nawinięcie cewki wokół walca z miękkiego żelaza lub innego materiału ferromagnetycznego może zwiększyć natężenie pola magnetycznego, w przypadku zwykłych materiałów około 300-krotnie.
Podczas gdy walec taki, powszechnie określany jako "rdzeń" zwiększa natężenie pola magnetycznego, to elementem wytwarzającym pole jest cewka. Im więcej zwojów drutu zawiera cewka (lub cewki), tym większe jest natężenie pola magnetycznego. Im większa jest przewodność elektryczna materiału cewki, tym większe jest natężenie prądu w uzwojeniu, a zatem pola magnetycznego i w konsekwencji większa jest moc silnika.
Przewodność elektryczna jest kluczowym parametrem eksploatacyjnym decydującym o wyborze materiału na uzwojenie silnika. Użycie drutu wykonanego z lepszego przewodnika elektryczności powoduje, że sprawność przetwarzania energii elektrycznej w energię mechaniczną jest wyższa. W gorszych przewodnikach w wytwarza się więcej ciepła w procesie przetwarzania energii. W istocie, gdy rezystancja cewki wzrasta, to ilość traconej energii jest większa.
Najwyższą przewodność elektryczną spośród wszystkich metali ma srebro (6,30×107 S/m w 20 °C). Jednakże srebro jest drogim metalem szlachetnym i z tego powodu nie jest brane pod uwagę jako materiał na uzwojenie silnika.
Miedź ma najwyższą ze wszystkich pozostałych metali, drugą w kolejności po srebrze, przewodność elektryczną (5,96×107 S/m w 20 °C) i jest przy tym o wiele łatwiej dostępna. Z powodu swojej wysokiej przewodności elektrycznej miedź jest powszechnie stosowana w silnikach elektrycznych, w tym oczywiście w silnikach najwyższej jakości. Miedź jest doskonałym materiałem na uzwojenia silników, ponieważ: 1) ma najmniejszą rezystywność spośród wszystkich metali nieszlachetnych; 2) przeróbka miedzi na druty jest łatwa; 3) nie jest nadmiernie droga; 4) wytrzymuje wysokie temperatury, nie tracąc swoich parametrów jakościowych; 5) po wycofaniu silnika z eksploatacji może być łatwo powtórnie przetworzona. 
Złoto jest na trzecim miejscu pod względem przewodności elektrycznej (4,52×107 S/m w 20 °C). Będąc metalem szlachetnym o bardzo wysokiej cenie nie jest brane pod uwagę jako materiał przewodzący na uzwojenia silników.
Czwartym w kolejności materiałem przewodzącym jest aluminium. Jego przewodność elektryczna jest znacznie niższa niż miedzi (3,5×107 S/m w 20 °C), ale jest stosowane w silnikach ze względu na niską cenę.

## Uzwojenia z wykonane z miedzi zwiększają sprawność energetyczną silnika
Większa, w porównaniu z innymi materiałami, przewodność miedzi podwyższa sprawność energetyczną silników. Zatem, aby zmniejszyć straty obciążeniowe w silnikach indukcyjnych o mocach powyżej 1 kW przeznaczonych do pracy ciągłej, producenci jako materiał na uzwojenia zawsze wybierają miedź. Aluminium, z powodu niższej przewodności, może być materiałem zamiennym w silnikach o mniejszych mocach, szczególnie jeżeli są przeznaczone do pracy nieciągłej.
Ogólnie rzecz biorąc, starsze silniki o standardowej sprawności, mają większe straty niż silniki o najwyższej sprawności (premium), spełniające wymagania obecnych norm. Jednym z elementów projektowania silników o najwyższej sprawności jest zmniejszenie strat cieplnych na rezystancji uzwojeń. Zmniejszenie strat cieplnych uzyskuje się przez zwiększenie przekroju poprzecznego uzwojeń z miedzi. Zwiększenie masy miedzi w uzwojeniu zwiększa sprawność silnika.
Silnik wysokosprawny zawiera więcej miedzi w uzwojeniu stojana niż jego standardowy odpowiednik. Przykładowo, silnik o najwyższej sprawności i mocy 10 hp zużywa do 75% więcej miedzi niż podobnej mocy silnik o standardowej sprawności. 
Z tych powodów działania w kierunku poprawy sprawności koncentrowały się początkowo na zmniejszeniu strat elektrycznych przez zwiększenie stopnia wypełnienia uzwojeń stojana. Jest to uzasadnione, ponieważ straty elektryczne stanowią więcej niż połowę wszystkich strat energii, a straty w stojanie stanowią około dwóch trzecich strat elektrycznych.

## Wirniki odlewane ciśnieniowo z miedzi
Elementem silnika wykonującym ruch obrotowy jest wirnik. Straty w wirniku są istotną częścią strat mocy w silniku indukcyjnym i są głównie, chociaż nie wyłącznie, proporcjonalne do kwadratu poślizgu (poślizg jest różnicą między prędkością wirowania pola magnetycznego a prędkością obrotową wirnika dla danego obciążenia). Zatem straty w wirniku można obniżyć przez zmniejszenie poślizgu przy danym obciążeniu. Uzyskuje się to przez zwiększenie masy przewodów wirnika (prętów i pierścieni zwierających) lub zwiększenie ich przewodności, natomiast w mniejszym stopniu przez zwiększenie całkowitego strumienia magnetycznego w szczelinie powietrznej między wirnikiem i stojanem.
Sprawność silnika można podwyższyć, zastępując aluminiowe elementy przewodzące wirnika wykonanymi z miedzi, która ma znacznie większą przewodność elektryczną. Dotychczas wirniki silników indukcyjnych były odlewane tylko z aluminium, podczas gdy w ośrodkach badawczych pracowano nad technologią odlewania ciśnieniowego. Obecnie odlewanie ciśnieniowe wirników z miedzi jest sprawdzoną technologią, a tysiące wirników rocznie jest wytwarzanych tą metodą dla silników przeznaczonych do zastosowań, w których głównym celem jest oszczędność energii.
Zastosowanie miedzi zamiast aluminium w prętach i pierścieniach zwierających w wirniku silnika indukcyjnego powoduje poprawę sprawności energetycznej silnika z przez obniżenia strat prądowych I2R. Symulacje silników przeprowadzone przez licznych producentów wykazały, że w silnikach z wirnikami z miedzi uzyskuje się całkowitą obniżkę strat w wirniku o 15-20% w porównaniu z aluminium. 
Silniki z wirnikami z miedzi w porównaniu z ich odpowiednikami z wirnikami aluminiowymi wykazują następujące zalety:
- Dłuższy czas eksploatacji – wytwarzają mniej ciepła, co zmniejsza narażenia termiczne, w tym izolacji, i umożliwia dłuższą eksploatację[19][20].
- Mniejsze gabaryty – większa przewodność miedzi zastosowanej w wirniku oraz związana z tym mniejsza wymagana objętość stali umożliwia skrócenie długości silnika.
- Silniki mają wyższą o 1-5% sprawność znamionową, a zatem zużywają mniej energii[5].
- Niższe całkowite koszty produkcji[5].

Obecnie na rynku przeważają niskonapięciowe silniki przemysłowe z wirnikami odlewanymi z miedzi w zakresie mocy 1 100 kW. Istnieje, co prawda, potencjał rynkowy dla silników z wirnikami z miedzi o mocach ułamkowych, ale ta możliwość nie przybrała jeszcze realnych kształtów.
W USA coraz większa liczba dostępnych handlowo silników indukcyjnych ogólnego zastosowania z wirnikami odlewanymi z miedzi przewyższa wymagania norm NEMA dla silników energooszczędnych w klasie premium i wykazuje co najmniej o 10% niższe całkowite straty niż przeciętny silnik NEMA Premium® o tej samej mocy, według badania za pomocą narzędzia programowego MotorMaster+ (p. Narzędzia oceny sprawności i kosztów cyklu życia silnika).
Na przykład, silniki o najwyższym poziomie sprawności, o mocach do 15 kW przewyższają wymagania normy NEMA Premium®. Efekt ten uzyskano przez połączenie niskich strat rezystancyjnych (I2R) w klatce wirnika z miedzi o wysokiej przewodności i optymalizacji konstrukcji stojana.
Niemiecki producent oferuje dwie serie silników z wirnikami odlewanymi ciśnieniowo z miedzi, podczas gdy producent we Francji wytwarza wirniki odlewane ciśnieniowo z miedzi dla szerokiego asortymentu zastosowań i dla różnych producentów.
Również armia Stanów Zjednoczonych stosuje silniki indukcyjne 520 V z wirnikami odlewanymi z miedzi, w hybrydowych układach napędowych każdej osi w wojskowych samochodach ciężarowych, przyniosło to oszczędność paliwa do 40%.
Kilka modeli silników z wirnikami odlewanymi z aluminium również przekroczyło poziom sprawności NEMA Premium®. Niektórzy uważają, że modele te są mniej korzystne od silników z wirnikiem z klatką miedzianą, ponieważ więcej materiału zostaje zużyte na stator. Wirniki z klatką miedzianą umożliwiają także konstruowanie silników o sprawności wyższej niż NEMA Premium® (tzw. NEMA super-premium).
W celu uzyskania najwyższej przewodności elektrycznej wirników odlewanych ciśnieniowo z miedzi należy stosować stopy miedzi o bardzo niskich zawartościach zanieczyszczeń. Nawet bardzo niska zawartość większości pierwiastków zanieczyszczających znacząco zwiększa rezystywność miedzi. Do ciśnieniowego odlewania wirników zalecane gatunki miedzi C10100 (99,99% Cu, 0,0003 P, 0,0010 Te) i C11000 (99,90% Cu, 004% O). Obydwa te gatunki miedzi mają przewodność 101% według międzynarodowego standard miedzi wyżarzanej IACS.
| Parametr                | Miedź C10100 | Miedź C11000 |
| ----------------------- | ------------ | ------------ |
| Przewodność elektryczna | 101% IACS    | 101% IACS    |
| Rezystywność            | 17.1 n?•m    | 17.1 n?•m    |

## Ustawodawstwo w zakresie sprawności energetycznej silników elektrycznych
Producenci, w porozumieniu z różnymi stowarzyszeniami wytwórców i w ramach dobrowolnych inicjatyw rządowych, opracowali szeroki asortyment silników o podwyższonej sprawności. Jednocześnie agencje rządowe i międzyrządowe, starając się uzyskać (w różnych horyzontach czasowych) oszczędności energii i redukcję śladów węglowych poprzez stosowanie silników i przemysłowych układów napędowych o większej sprawności, wydawały coraz bardziej rygorystyczne normy i przepisy zobowiązujące nabywców do kupowania silników o podwyższonej i najwyższej (premium) sprawności zamiast odpowiedników o standardowej sprawności. 
Istnieją inicjatywy zmierzające w kierunku przyjęcia przez poszczególne kraje standardów minimalnej sprawności (MEPS) silników elektrycznych. W 2002 r. wymagania MEPS przyjęło pięć krajów. Do roku 2011 trzydzieści dziewięć krajów przyjmie jakąś formę obowiązkowych standardów MEPS dla silników trójfazowych (UE-27, USA, Kanada, Brazylia, Meksyk, Kostaryka, Chiny, Korea, Tajwan, Australia, Nowa Zelandia, Izrael i Szwajcaria). W krajach tych udział silników elektrycznych w całkowitym zużyciu energii elektrycznej przez systemy napędowe wynosi 70%. Jeżeli obowiązkowe standardy MEPS zostaną w tych krajach podniesione do poziomu najlepszej praktyki to do roku 2030 redukcja emisji CO2 może osiągnąć 206 milionów ton rocznie.
Dostępne jest zestawienie standardów i programów dotyczących silników energooszczędnych. Przegląd przepisów prawnych dotyczących silników w USA i w Unii Europejskiej jest zamieszczony poniżej.

## Przepisy dotyczące silników w USA
W Stanach Zjednoczonych sukcesem okazało się połączenie przez ustawę o polityce energetycznej (Energy Policy Act) z r. 1992, znaną jako EPAct 92, standardów minimalnej sprawności silników (MEPS) oraz dobrowolnego etykietowania NEMA.
Ustawa EPAct 92 była pierwszym aktem prawnym precyzującym minimalne wymagania dotyczące nominalnej sprawności przy pełnym obciążeniu dla większości przemysłowych silników elektrycznych. Ustala ona minimalne poziomy sprawności dla silników elektrycznych. Silniki takie, określane jako "silniki EPact" są nadal dostępne handlowo. Ich znamionowa sprawność jest od jednego do czterech punktów procentowych wyższa niż silników o tzw. standardowej sprawności, które przez dziesięciolecia dominowały na rynku.
Konsorcjum ds. Efektywności Energetycznej (CEE) i Narodowe Stowarzyszenie Producentów Aparatury Elektrycznej NEMA uzgodniły wspólną specyfikację, która określa silnik elektryczny o sprawności w klasie "premium". Silniki spełniające minimalne wymagania tej specyfikacji mają prawo do posiadania oznaczenia NEMA Premium®. Dostępne są publikacje, które porównują sprawności NEMA Premium® z minimalnymi poziomami ustalonymi przez EPAct.
Ustawa o polityce energetycznej z r. 2005 (EPAct 2005) ustanowiła poziomy sprawności NEMA Premium® jako podstawę dla zakupów silników przez rząd federalny USA. Poziomy sprawności NEMA Premium® są do kilku punktów procentowych wyższe od poprzednio obowiązujących. Ustawa poszerza zakres mocy, który obecnie obejmuje silniki od 1 do 500 hp.
Na podstawie danych Departamentu Energii USA ocenia się, że program NEMA dotyczący silników elektrycznych o wysokiej sprawności (premium) może w ciągu najbliższych dziesięciu lat przynieść oszczędności energii elektrycznej w wysokości 5,8 terawatogodzin oraz zapobiec uwolnieniu do atmosfery 80 milionów ton dwutlenku węgla.
Ustawa o niezależności energetycznej i bezpieczeństwie (the Energy Independence and Security Act, Public Law 110-140) z r. 2007, zwykle określana jako "EISA 2007 Act", obowiązująca od 19 grudnia 2010 r. jest najnowszym uregulowaniem prawnym dotyczącym silników elektrycznych, wpływającym na zakupy silników dokonywane po tej dacie. Ustawa ta (tytuł III, sekcja 313) podwyższa obligatoryjną sprawność silników elektrycznych w zastosowaniach komercyjnych i przemysłowych i rozszerza zakres silników podlegających regulacji. Ustawa EISA zawiera zasadnicze postanowienia dotyczące minimalnej wymaganej sprawności energetycznej dla silników o mocach od 1 do 500 hp i obejmuje:
- Silniki o mocach 1-200 hp – ustawa eliminuje silniki zgodne z wymaganiami EPAct i stanowi, że silniki produkowane po 19 grudnia 2010 muszą odpowiadać najwyższemu poziomowi sprawności określonemu przez Narodowe Stowarzyszenie Producentów Aparatury Elektrycznej (NEMA), tzw. premium. Silniki te zużywają więcej miedzi i stali niż ich odpowiedniki o niższej sprawności. Silniki wyprodukowane przed tą datą mogą być nadal sprzedawane i instalowane, ale wytwórcy nie mogą już produkować silników o sprawności niższej od standardu premium[14].
- Silniki o mocach 200-500 hp – ustawa dopuszcza silniki o sprawności odpowiadającej, co najmniej poziomowi EPAct i zaleca, aby w zastosowaniach do pracy w ciężkich warunkach uwzględniać silniki w standardzie NEMA premium.
- Przepisy obejmują również inne silniki dla specjalnych zastosowań, np. dla pomp pionowych.

Rabaty są udzielane dla silników w klasie sprawności premium w zależności od rodzaju projektu inwestycyjnego i jego lokalizacji (baza danych tutaj umożliwia wyszukiwanie dostępnych rabatów). Zestawienie nowych standardów EISA dla silników elektrycznych można znaleźć w: NEMA Premium Efficiency Levels Adopted as Federal Motor Efficiency Performance Standards. Bliższe informacje na temat silników w klasie sprawności NEMA premium są dostępne w: NEMA Premium Motors. 

## Uregulowania prawne dotyczące silników w Unii Europejskiej
Do roku 2010 Unia Europejska wprowadzała dobrowolne programy, w których wyniku udział procentowy silników wysokosprawnych w rynku był znacznie niższy niż w USA. Oto krótka historia regulacji prawnych dotyczących silników elektrycznych:
W 1998 r. Europejski Komitet Producentów Maszyn Elektrycznych i Urządzeń Energoelektronicznych (CEMEP) opublikował dobrowolne porozumienie producentów silników w sprawie klasyfikacji sprawności silników. Podział ten przewiduje trzy klasy sprawności: Eff3 – silniki o niskiej sprawności, Eff2 – silniki o standardowej sprawności i Eff1 – silniki o wysokiej sprawności. Dwa lata później, gdy porozumienie między europejskimi producentami silników elektrycznych (reprezentowanymi przez CEMEP) i Komisją Europejską weszło w życie, rozpoczęła się w Unii Europejskiej era nowoczesnych silników elektrycznych.
W czerwcu 2005 r. Parlament Europejski przyjął propozycję Komisji w sprawie dyrektywy ustanawiającej ogólne wymogi (takie jak sprawność energetyczna) dotyczące ekoprojektu dla produktów wykorzystujących energię w sektorach mieszkalnictwa, usług i przemysłowym.
Obecne wymagane poziomy sprawności, obowiązujące w szerokim zakresie znamionowych mocy silników sprzedawanych w Europie zostały zawarte w normie Unii Europejskiej "Minimalne wymagania w zakresie efektywności energetycznej" (MEPS) wprowadzonym w lipcu 2009 r.
Norma EU MEPS nie tylko stawia wyższe wymagania odnośnie do sprawności silników sprzedawanych w Europie, ale również wiąże te wymagania z normami międzynarodowymi. Wymogi EU MEPS obejmują dwu-, cztero- i sześciobiegunowe trójfazowe jednobiegowe silniki indukcyjne w zakresie mocy od 0,75 kW do 375 kW i napięć znamionowych do 1000 V, przeznaczone do pracy ciągłej. 
Obecnie silniki o wysokiej sprawności (Eff1) stanowią zaledwie 12% rynku w Unii Europejskiej.

## Międzynarodowe normy etykietowania silników elektrycznych
W 2008 r. Międzynarodowa Komisja Elektrotechniczna (IEC) wprowadziła nową normę międzynarodową IEC 60034-30 dotyczącą etykiet sprawności silników elektrycznych (zmienioną w 2011 r.). Norma ta określa klasy sprawności dla jednobiegowych trójfazowych silników indukcyjnych o częstotliwości znamionowej 50 Hz lub 60 Hz.
Norma ma za zadanie ujednolicenie metod badania silników, wymagań odnośnie do sprawności i oznakowania wyrobu etykietą tak, aby nabywca silnika mógł łatwo rozpoznać produkt o sprawności w klasie premium. Rozporządzenie Komisji (WE) nr 640/2009 z dnia 22 lipca 2009 r. wprowadzające Dyrektywę 2005/32/WE Parlamentu Europejskiego i Rady w odniesieniu do wymogów dotyczących ekoprojektu dla silników elektrycznych stwierdza, że od 1 stycznia 2015 w Unii Europejskiej silniki wykorzystywane w układach napędowych muszą (z nielicznymi wyjątkami) odpowiadać, co najmniej klasie sprawności IE3 (klasa premium).
W silnikach klasy IE3 straty w wirniku zostały znacznie zmniejszone przez zastosowanie miedzi w miejsce aluminium jako materiału przewodzącego w klatce wirnika. Poślizg w warunkach obciążenia, który jest proporcjonalny do strat w wirniku, jest znacznie mniejszy w porównaniu do silników z klatką aluminiową. W przeciwieństwie do silników z klatką aluminiową, silniki klasy IE3 z klatką miedzianą nie wymagają zwiększonej ilości żelaza, lub ilość ta jest tylko nieznacznie zwiększona. Także inne środki mogą być podejmowane w celu uzyskania oszczędności energii w silnikach klasy IE3.
Różnica sprawności między silnikami w klasie IE1 i IE3 wynosi 3-4%, ale w wartościach bezwzględnych różnice zależą od mocy wyjściowej silnika odniesionej do jego mocy znamionowej.
IE3 jest nową klasą, która została uznana w Stanach Zjednoczonych przez NEMA. Ogólnie rzecz biorąc, dotyczy ona dużych silników przemysłowych. W Europie ten rodzaj silnika będzie obowiązujący w 2017 r. tylko w niektórych zastosowaniach. W Stanach Zjednoczonych wymóg ten jest wprowadzony dla większych silników z dniem 19 grudnia 2010; dla mniejszych silników zostanie wprowadzony w 2017 r.
Stany Zjednoczone i kilka innych państw wprowadziły już regulacje prawne zgodnie z którymi w pewnych aplikacjach wymagane jest stosowanie silników IE2. Wiele innych państw także planuje wprowadzenie takich przepisów. W Europie klasa IE2 stała się obowiązującą normą od 16 czerwca 2011 r. W Chinach to samo obowiązuje od 2010 r. w odniesieniu do niektórych rodzajów silników, natomiast dla innych silników zostanie w tym samym roku wprowadzona klasa IE1 zastępująca inne, mniej rygorystyczne, wymagania.
Porównanie międzynarodowych norm sprawności silników elektrycznych[5]
| Międzynarodowa Komisja Elektrotechniczna / EN 60034-30 | EU MEPS (ang.)        | CEMEP (Dobrowolne porozumienie europejskie) | US EPAct (ang.)                        | Inne podobne regulacje krajowe                                        |
| ------------------------------------------------------ | --------------------- | ------------------------------------------- | -------------------------------------- | --------------------------------------------------------------------- |
| IE3 Sprawność premium                                  | IE3 Sprawność premium |                                             | Identyczna ze sprawnością premium NEMA |                                                                       |
| IE2 Wysoka sprawność                                   | IE2 Wysoka sprawność  | Porównywalna do EFF1                        | Identyczna ze sprawnością NEMA/EPACT   | Szwajcaria, Kanada, Meksyk, Australia, Nowa Zelandia, Brazylia, Chiny |
| IE1 Sprawność standardowa                              |                       | Porównywalna do EFF2                        | Sprawność poniżej standardowej         | Szwajcaria, Chiny, Brazylia, Kostaryka, Izrael, Tajwan                |

Harmonogram wdrażania minimalnych standardów efektywności energetycznej dla różnych klas silników elektrycznych w różnych krajach:
| Poziomy / klasy sprawności | "Obowiązkowe" Minimalne standardy efektywności energetycznej (MEPS) dla przemysłowych silników elektrycznych | "Dobrowolne" Minimalne standardy efektywności energetycznej (MEPS) dla przemysłowych silników elektrycznych |
| -------------------------- | --- | --- |
| Super premium (Klasa IEC4) | Rozpoczęto poparcie                                                                                          | Rozpoczęto poparcie                                                                                         |
| Premium (Klasa IEC3)       | USA (2010), Kanada (2010), Meksyk (2010), UE (2015-2017), Japonia(2015)                                      | Chiny (2011), Korea (2012), Indie (2014)                                                                    |
| Wysoka (Klasa IEC2)        | Australia i Nowa Zelandia (2006), Korea (2008), Brazylia (2009), Chiny (2011), UE (2011), Tajwan (2013)      | Indie (2011)                                                                                                |
| Standardowa (Klasa IEC1)   | Dostępne w Afryce, Azji, Ameryce Łacińskiej i Europie                                                        | Dostępne w Afryce, Azji, Ameryce Łacińskiej i Europie                                                       |
| Below standard             | Dostępne w Afryce, Azji, Ameryce Łacińskiej i Europie                                                        | Dostępne w Afryce, Azji, Ameryce Łacińskiej i Europie                                                       |

Z chwilą osiągnięcia konsensusu w sprawie sprawności układów napędzanych silnikami elektrycznymi producenci i użytkownicy będą mogli stworzyć system etykietowania. Z czasem będą następować uregulowania prawne i normalizacja. Obecnie jednak zgodne z legislacją instalowanie silników o wyższej sprawności będzie ograniczone do silników wolnostojących.